# Mario Strikers: Battle League Football
Mario Strikers: Battle League Football (マリオストライカーズ バトルリーグ?, Mario Sutoraikāzu: Batoru Rīgu), conosciuto nel resto del mondo come Mario Strikers: Battle League, è un videogioco di calcio sviluppato da Next Level Games e Nintendo EPD e pubblicato da Nintendo per Nintendo Switch, uscito in tutto il mondo il 10 giugno 2022. È il terzo gioco della serie Mario Football, che è parte del più grande franchise di Mario.

## Modalità di gioco
Mario Strikers: Battle League Football è un videogioco di calcio cinque contro cinque, che si discosta dal realismo, a favore di un gameplay caotico. Il gioco mantiene la premessa dello sport, e il giocatore manovra i membri della propria squadra per il campo, passando e tirando la palla nel tentativo di segnare per ottenere punti. Nonostante ciò, il gioco si prende molte libertà: sono permessi contrasti aggressivi e veri e propri attacchi, anche se danno agli avversari degli oggetti da utilizzare durante la partita. Questi oggetti funzionano spesso e volentieri funzionano allo stesso modo di come funzionano in Mario Kart e Mario Tennis: le bucce di banana possono essere piazzate nel campo e i personaggi ci scivoleranno sopra, mentre i gusci possono essere lanciati ai personaggi per metterli temporaneamente al tappeto. Non esiste nessuna linea a delimitare il campo, al loro posto è presente una recinzione elettrificata, piazzata nel perimetro del campo, su cui i giocatori possono spingere i propri avversari. In aggiunta, raccogliere un globo luminoso che appare nel campo permette al giocatore di effettuare un "Hyper Strike" e segnare un gol che darà alla squadra due punti anzi che uno se la mossa è caricata senza interruzioni.
Nel gioco, il giocatore sceglie un personaggio della serie, come Mario o la Principessa Peach e una squadra composta da altri tre personaggi presi dal cast della serie. Tutti i personaggi hanno vari punti di forza o varie debolezze. Il gioco permette inoltre al giocatore di personalizzare l'equipaggiamento dei personaggi, influenzando le statistiche del personaggio, tra cui velocità, forza e precisione del passaggio.
Fino a otto giocatori possono giocare partite in multiplayer locale, utilizzando un Joy-Con a testa, permettendo così di sfidarsi in una partita quattro contro quattro, con il computer che controlla il portiere. Anche il multiplayer online è disponibile, e include la "Club Mode", in cui fino a venti giocatori a gruppo possono creare la propria stagione calcistica, con classifiche che tengono i punti.

## Sviluppo
Il gioco è stato annunciato in un Nintendo Direct il 9 febbraio 2022. È il terzo titolo della serie, e la prima uscita in quasi venti anni, dopo Mario Smash Football (2005) per GameCube e Mario Strikers Charged Football (2007) per Wii. Il gioco è co-sviluppato da Next Level Games e Nintendo EPD.